# Open Garden
Open Garden est un logiciel de partage communautaire de connexion internet, fonctionnant sur Windows, Android et Mac OS X.